# 利默伊
利默伊（法語：Limeuil，法語發音：[limœj]）是法国多尔多涅省的一个市镇，位于该省南部略偏东，属于贝尔热拉克区。

## 地理
利默伊（44°53'7"N, 0°53'20"E）面积10.57 平方千米，位于法国新阿基坦大区多爾多涅省，该省份为法国西南部内陆省份，是法國本土面积第三大的省，大致对应佩里戈尔地区，北起顺时针与夏朗德省、上维埃纳省、科雷兹省、洛特省、洛特-加龙省、吉倫特省和滨海夏朗德省接壤。
与利默伊接壤的市镇（或旧市镇、城区）包括：勒比格、多尔多涅河畔阿勒、波纳、圣沙马西。

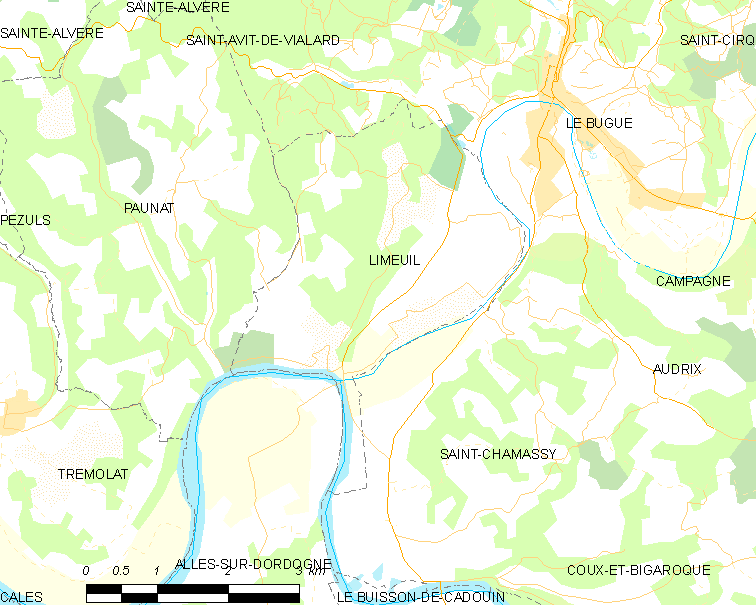
利默伊的OSM定位图

利默伊的时区为UTC+01:00、UTC+02:00（夏令时）。

## 行政
利默伊的邮政编码为24510，INSEE市镇编码为24240。

## 政治
利默伊所属的省级选区为中佩里戈尔县。

## 人口

1962-2008年间利默伊人口变化图示

利默伊于2022年1月1日时的人口数量为339人。